# NGC 1711
NGC 1711 ist die Bezeichnung eines offenen Sternhaufens in der Großen Magellanschen Wolke im Sternbild Tafelberg am Nordsternhimmel.
Der Sternhaufen wurde 1826 vom schottischen Astronomen James Dunlop mit einem 23-cm-Teleskop entdeckt.